# زندگی من (کتاب)
زندگی من (به انگلیسی: The Story of My Life) نام یک کتاب ادبی است که توسط هانس کریستیان آندرسن، نویسندهٔ اهل دانمارک نوشته شده‌است. این کتاب یکی از آثار مشهور ادبی جهان است، که جمشید نوایی با عنوان «قصهٔ زندگی من» آن را ترجمه کرده و از سوی نشر نی به چاپ رسیده‌است.